# Skärgårdshavets Helikoptertjänst

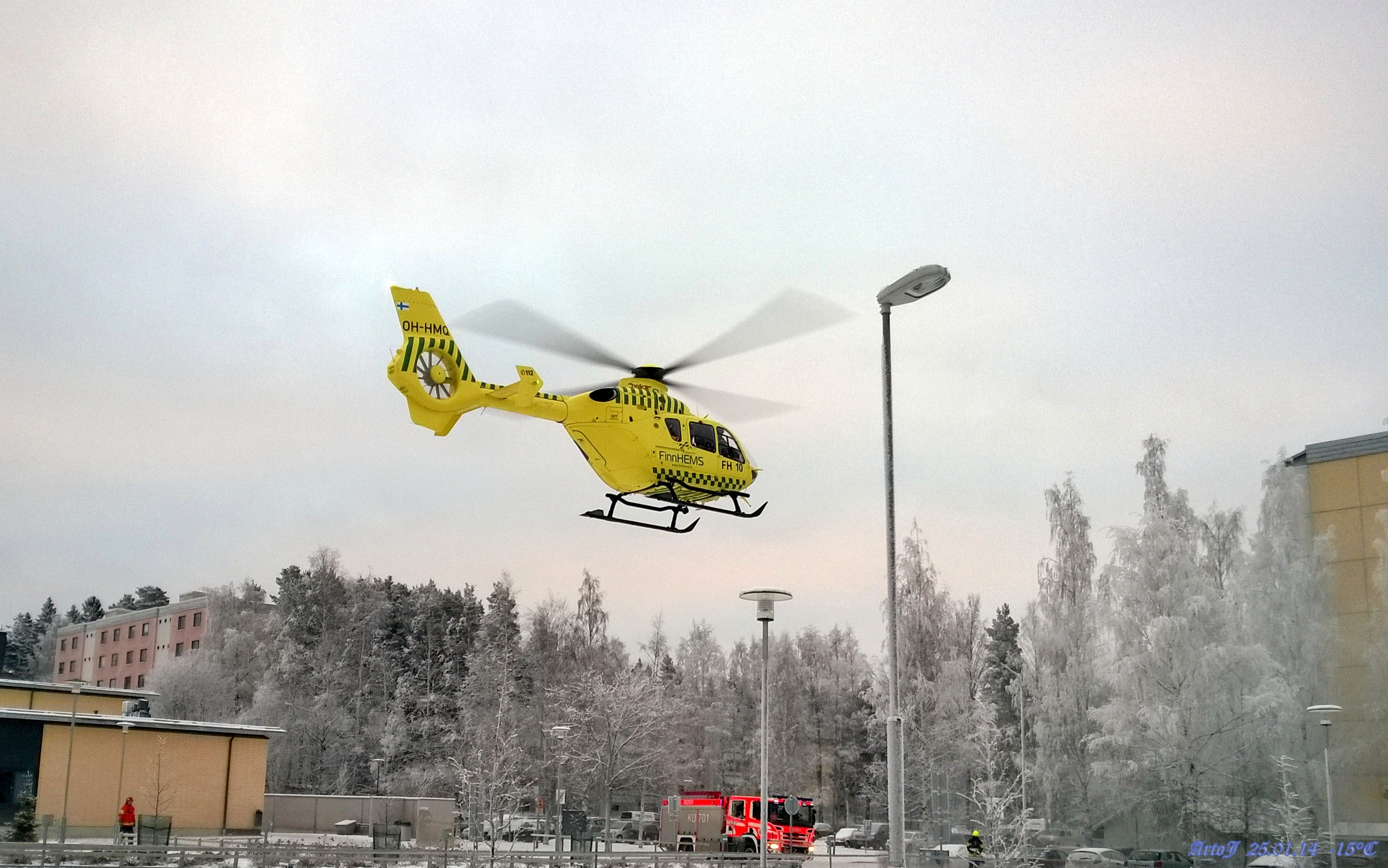
Eurocopter EC 135 OH-HMQ i Träskända, 2014

Skärgårdshavets Helikoptertjänst Ab är ett finländskt helikopterflygbolag med säte i Mariehamn på Åland. Bolaget är ett dotterbolag till Wiklöf Holding, som ägs av affärsmannen Anders Wiklöf.

## Historia
Företaget grundades 1990 och inledde sina första ambulansflygningar på Åland i början av 1990-talet.
År 2000 började bolaget även flyga för den privata föreningen Medi-Heli från Åbo, och utökade 2001 sin verksamhet till Vanda.

## Nuvarande verksamhet
Sedan den statliga omorganiseringen av ambulansflyget i Finland 2012 flyger Skärgårdshavets Helikoptertjänst ambulanshelikoptrar för Finnhems vid tre av dess sex baser: Vanda, Åbo och Tammerfors. Åland omfattas inte av detta avtal.
På Åland utför bolaget ambulansflygningar på uppdrag av Ålands landskapsregering, med en helikopter stationerad på Mariehamns flygplats.

## Flotta och baser
Företaget använder fyra helikoptrar av typen Eurocopter EC 135 P2+. Dessa är stationerade vid:
- Helsingfors-Vanda flygplats
- Åbo flygplats
- Tammerfors
- Mariehamns flygplats (för uppdrag på Åland)

## Ägande
Bolaget är ett helägt dotterbolag till Wiklöf Holding, som ägs av Anders Wiklöf.